# Elecciones generales de Puerto Rico de 1914
Se realizaron elecciones generales en Puerto Rico el 3 de noviembre de 1914. Debido a que las elecciones se realizaron bajo el gobierno colonial de los Estados Unidos, el gobernador era designado por el presidente de los Estados Unidos. Fueron las últimas elecciones bajo la estadounidense Ley Foraker. El sufragio fue censitario, solo hombres mayor de 21 años con propiedades.